# Drosanthemum speciosum
Drosanthemum speciosum (Haw.) Schwantes una pianta appartenente alla famiglia delle Aizoacee endemica del Sudafrica.